# Home and Dry
«Home and Dry» es un sencillo del dúo británico Pet Shop Boys y la canción introductoria de su álbum Release. Lanzado el 18 de marzo de 2002, la canción alcanzó el #14 en las listas británicas y el remix de Blank & Jones, llegó al #44 en las listas dance club de los EE. UU.

## Historia
Home and Dry trata, según Tennant, "sobre alguien que extraña a su amante que está lejos. También trata sobre el miedo a volar. Sobre saber que alguien está cruzando el Atlántico de noche. Siempre pienso que es un lugar muy solitario para estar: cruzar el Atlántico de noche." La canción, poco antes de ser lanzada como sencillo, fue remezclada por el dúo alemán Blank & Jones e incluida en el álbum-remix Disco 3.

## Videoclip
El fotógrafo alemán Wolfgang Tillmans, quedó a cargo de la producción del video promocional. Se trata de un metraje minimalista, donde se muestran ratones comiendo comida desechada y corriendo por las vías de la estación de metro de Tottenham Court Road, con tomas mínimas del dúo. El video fue premiado como mejor vídeo por la cadena MTV y al mismo tiempo, provocó el desencanto de los fanáticos, debido a su sencillez y carencia de temática.

## Lados B
Junto con Home and Dry, se incluyeron las canciones «Sexy Northener» y la inédita «Always». Se encuentran también, una versión single de la canción «Break 4 Love» (la cual fue un éxito en 2001 en los Estados Unidos), y la nueva «Nightlife» (no confundir con su álbum homónimo Nightlife). 

## Lista de canciones[5]
| UK CD Sencillo 1 |                   |          |  |
| N.º              | Título            | Duración |  |
| 1.               | «Home and Dry»    | 3:58     |  |
| 2.               | «Sexy Northerner» | 3:37     |  |
| 3.               | «Always»          | 5:02     |  |

| UK CD Sencillo 2 |                                                  |          |  |
| N.º              | Título                                           | Duración |  |
| 1.               | «Home And Dry (remix ambiental)»                 | 5:25     |  |
| 2.               | «Break 4 Love (edición de radio)»                | 3:29     |  |
| 3.               | «Break 4 Love (remix de friburn & urik hi-pass)» | 7:39     |  |

| UK DVD |                                 |          |  |
| N.º    | Título                          | Duración |  |
| 1.     | «Home And Dry (video)»          | 3:58     |  |
| 2.     | «Nightlife»                     | 3:56     |  |
| 3.     | «Break 4 Love (remix USA Club)» | 9:53     |  |